# Stavlov
Stavlov (Engels: Gregorovitch) is een personage uit de Harry Potter-boeken van de Britse schrijver J.K. Rowling.
Hij is een toverstokkenmaker, net als Olivander. Hij bezat op een gegeven moment de onoverwinnelijke toverstok (de Zegevlier), maar die werd van hem gestolen door Gellert Grindelwald.
In deel 7 van de boekenreeks is Heer Voldemort op zoek naar hem om de Zegevlier te vinden. Wanneer Stavlov echter verklaart de toverstok niet meer te hebben, wordt hij door Voldemort vermoord.